# 吸血鬼のひめごと
『吸血鬼のひめごと』（きゅうけつきのひめごと）は、鈴木鈴による日本のライトノベル。イラストは片瀬優。電撃文庫（アスキー・メディアワークス）より2007年11月から2008年3月まで全3巻が刊行された。吸血鬼のおしごとの続編。

## あらすじ
吸血鬼のおしごとの二年後を書いた話。　
レレナ・パプリカ・ツォルドルフはかつての辛くとも楽しい日常を思い出しては涙を流しつつも、新しい日常を築いていた。二年という月日は大切な人たちの顔さえもおぼろげにしていくものだったが、それも時間の流れだと受け止めていた。
そんな日常の中、レレナは吸血鬼の“主人”である朧に出会ってしまう。半吸血鬼である自身にとっても人事ではないため、朧の頼みを聞いていたが、その為に思わぬ方向へ事態は進んでしまう。
“今”と“かつて”の日常とのせめぎ合い、かつての親友や想い人との邂逅、つらい試練の果てにレレナが選ぶ未来とは！？

## 登場人物

### 吸血鬼
レレナ・パプリカ・ツォルドルフ
半吸血鬼。思わず守ってしまいたくなる少女だが、こうと決めたら決して曲げない強さを持っている。自身が半吸血鬼であることに強いコンプレックスを持っており、人間社会に上手く馴染めずにいたが、何も知らない親友たちのフォローにより正体を隠しつつも日常を送っている。素直で人を疑うことを知らないが、その真っ直ぐさに惹かれるものは多い。
かつての大切な人達の最後を見届けられないまま別れたため、未だに二年前を引きずっている。
朧（おぼろ）
第一位（主人）の吸血鬼で少年の姿をしている。どんな状況でもその状況楽しんでしまうと言う悪癖を持っている。しかし、永い時を生きる吸血鬼といった化物にとってはそれこそが何よりも大事だと思っている。
クロサキの奇襲により力を消耗し、レレナ達の高校へ潜んでいたところを見つかる。消耗していたとはいえ、自分を組み伏せたレレナに興味を持ち半吸血鬼ということが判明してからはレレナの協力を取りつける。始めは自分のためにレレナを利用しているだけだったが、レレナにある人物の面影を重ねてからは自らレレナに協力するようになる。

### クラスメイト
時田青磁（ときたせいじ）
真面目な性格だが、真剣になると言う事がよく分かっていない。朧に襲われそうになったところを助けられ、その恩を返す為にレレナに協力する。
少々古臭い考え方を持っているが、一本の筋の通った少年。
望月弥生（もちづきやよい）
レレナと絵里香のクラスメイト。人懐っこい性格をしている。レレナと仲良くなりたいと思っている。

### 貪とその仲間
貪（とん）
死体に自分をとり憑かせる事で活動する化物。元は小動物に憑いていたが、あるとき人間の死体に取り付いたため、知識を持ちより効率よく強い願いを捕食できるようになった。一部の力を他の死体に分け与え活動することも出来る。分身と力を与えた末端を利用し「あがない様」と言う都市伝説を広めることで捕食活動を行っていた。
化物の存在意義は“そこに在るから在る”であるが、雪村舞という人間の死体に取り憑いたためか、自身（＝雪村舞）の願いを叶える為にレレナを欲する。
池之端絵里香（いけのはたえりか）
レレナの一番の親友。両親の離婚を止めるように「あがない様」に頼みに行ったことから貪の仲間（末端）になる。
与えられた力は、両親を絵里香の意のままに操る人形とする『お父さんお母さん（パペットペアレンツ）』。結果的に離婚をすることはなくなったが、絵里香に残ったのは苦い後味だった。早い時期から貪の末端であったため、末端の中でもかなりの権限を与えられている。
クロサキ
朧の第二位の吸血鬼。白い髪で黒いサングラスをかけている。前作の従者と同じく、第一位である朧を憎んでいる。特に妹が朧のせいで死んでからは、自分の命も省みず朧の命を狙おうとする。
与えられた力は、吸血鬼の制約をすべて無効化する『抗体（イミュニティ）』。この力によって、第一位の『刷り込み』を跳ね除け、また日光の下でも活動できることで朧に大きなアドバンテージを得ることになった。
高城千霧（たかしろちぎり）
事故により顎と舌を失った少女。口には常に包帯を巻いており、話すときは相手の手に指で文字を書いて言葉を伝える。祭りで食べ物をおごってもらったことをきっかけに、青磁に興味を持つ。
与えられた力は、黒い炎を全身に纏い、あらゆるものを喰らいその性質を取り込む『貪餐（タイラント）』。喰った人間の記憶や精神も取り込んでしまう為、千霧の中では多くの人の思いが渦巻いている。
海道万里（かいどうばんり）
「なんとなく」というだけで人を殺すという性格破綻者。千霧が好きであるが、その理由は「死体を綺麗に始末してくれるから」である。
与えられた力は、その手が触れた10cm周囲の物質の形状を思いのままに変化させる『泥人形師（サージカルメソッド）』。
月島亮史
貪の能力『想イ人（ツキシマ）』とレレナの記憶によって生み出された存在。かつての「月島亮史」と同じ姿や考えを持っているが、それはあくまでレレナの記憶の中にあるもの。貪の大半の能力を注ぎ込むことにより、吸血鬼の主人としての能力も使うことができる。
月島亮史は吸血鬼の中でも最古の存在で、朧との戦闘でも優位にたつほど“吸血鬼”としての自分を知っている。生み出された存在ではあるが願いを持っており、「舞とレレナに傷ついて欲しくない」というもの。

### その他の登場人物
マリ・ツォルドルフ
レレナの母親。半吸血鬼であるレレナのために薬湯を用意するなど、非常に娘思い。
カルロ・ツォルドルフ
レレナの父親。真面目で厳格な性格である。
たま
青磁の保護者。義理堅い性格で、小さい頃からたまに育てられていた青磁もそれに影響されている。理由は不明だが、武道に優れている。
本名は日向珠子。戸籍上は青磁の従姉妹に当たる存在で、時田家の分家筋に当たる日向家に拾われた捨て子。家族同然に育てられて使用人として働いていたが、ある時に本家から赤子を託され、家から離されることに自分を重ねながら、また今までの恩に報いるため立派に育てることを誓う。

## 用語
- 吸血鬼

血吸いの鬼。基本的な設定などは吸血鬼のおしごとと変わらないが、主人・従者・亡者のことをそれぞれ第一位・第二位・第三位とし、吸血鬼の優劣関係を際立たせている。また、吸血鬼が持つ能力の呼称も変わっているがそれ以外の大きな差異はない。
- 貪

人の死体に取り憑き、人間の欲望を喰らう異形。人の願いを叶える能力を持っているが、それは願いを叶える力を手に入れた人間の精神に馴染んだら、その願望と力を喰らう捕食活動の一環である。稀に使い勝手の良い力を手に入れた人間は『末端』として生かされる。

## 既刊一覧
- 鈴木鈴（著）・片瀬優（イラスト）、アスキー・メディアワークス〈電撃文庫〉、全3巻
  - 『吸血鬼のひめごと The Secret of Vampires』、2007年11月10日発売[1]、ISBN 978-4840240680
  - 『吸血鬼のひめごと2 The Secret of the Past』、2008年3月10日発売[2]、ISBN 978-4840241885
  - 『吸血鬼のひめごと3 The Secret of the Wish』、2008年3月10日発売[3]、ISBN 978-4048671330